# Meiram Smaghulow
Meiram Achmedijanuly Smaghulow (kasachisch Мейрам Ахмедиянұлы Смағұлов, russisch Мейрам Ахмедиянович Смагулов; * 23. April 1962 in Saran, Kasachische SSR) ist ein kasachischer Politiker.

## Leben
Meiram Smaghulow wurde 1963 in Saran geboren. Er erlangte 1984 einen Abschluss am Polytechnischen Institut Karaganda. 2005 kam ein weiterer Abschluss an der Akademie für Wirtschaft und Statistik in Almaty hinzu.
Nach seinem Hochschulabschluss arbeitete Smaghulow lange Zeit in der Wirtschaft. So war bis 1992 beim Bauunternehmen Trest Karagandaschilstroi beschäftigt. Danach arbeitete er für die Stadtverwaltung seiner Heimatstadt Saran und war ab 1993 erster stellvertretender Äkim (Bürgermeister) der Stadt. Von Juli 2003 bis Januar 2009 war Smaghulow Äkim von Saran. Anschließend arbeitete er für Regionalverwaltung des Gebietes Qaraghandy. Am 8. Oktober 2012 wurde er zum Äkim der Stadt Qaraghandy ernannt. Am 24. Juni 2014 trat er von seinem Posten zurück.
Am 2. Oktober 2014 wurde Smaghulow wegen Machtmissbrauchs verhaftet. Er hatte während seiner Zeit als Äkim von Qaraghandy Renovierungsarbeiten in seinem Privathaus durch das Unternehmen Yutex auf Kosten des Regierungsprogramms für bezahlbaren Wohnraum durchführen lassen. Neben Smaghulow gab es noch eine Reihe weiterer Politiker, gegen die Korruptionsvorwürfe erhoben wurden. Darunter waren auch Serik Achmetow, ehemaliger Premierminister Kasachstans, und Bauyrschan Äbdischew, ehemaliger Äkim des Gebietes Qaraghandy. Ende 2015 wurde er zu drei Jahren Haft verurteilt. Kurze Zeit später wurde die Haftzeit auf zwei Jahre verkürzt und am 31. März 2016 wurde er auf Bewährung entlassen.